# بيلي غرايمز
بيلي غرايمز (بالإنجليزية: Billy Grimes)‏ هو لاعب كرة قدم أمريكية أمريكي، ولد في 27 يوليو 1927 في Countyline, Oklahoma ‏ في الولايات المتحدة، وتوفي في 25 مارس 2005 في أوكلاهوما سيتي في الولايات المتحدة.

## وصلات خارجية
- بيلي غرايمز على موقع مرجع كرة القدم المحترفة.كوم (الإنجليزية)